# ضفيرة عضلية معوية
الضفيرة العضلية المعوية أو ضفيرة أورباخ هي جزء من الجهاز العصبي المعوي تعصب الطبقتين العضليتين في القناة الهضمية وتقع بينهما حيث تتحكم في حركتهما، وبها كلا المدخلين الودي واللاودي.

## التركيب
تنشأ الضفيرة العضلية المعوية من خلايا في مثلث العصب المبهم الذي يمثل نواة عصبية لاودية للعصب المبهم في النخاع المستطيل، ويحمل العصب المبهم بشقيه الأمامي والخلفي المحاور العصبية لهذه الخلايا إلى وجهتها في جدار القناة الهضمية.  تشير بعض الدراسات إلى أن 30% من الأعصاب الموجودة بالضفيرة هي أعصاب حسية معوية؛ وبذلك فإن للضفيرة مكوناً حسياً إلى جانب المكون الحركي.

## التسمية
تسمى الضفيرة العضلية المعوية أيضاً بضفيرة أورباخ نسبة إلى مكتشفها عالم الأمراض الألماني ليوبولد أورباخ. 